# تيغارد
تيغارد، أوريغون
هي مدينة في ولاية أوريغون الأمريكية

## التركيبة السكانية
حدّد مكتب تعداد الولايات المتحدة بيانات التركيبة السكانية لتيغارد في تعداد الولايات المتحدة. في ما يلي، التركيبة السكانية حسب تعدادي 2000 و2010.

### تعداد عام 2000
بلغ عدد سكان تيغارد 41,223 نسمة بحسب تعداد عام 2000، وبلغ عدد الأسر 16,507 أسرة وعدد العائلات 10,739 عائلة مقيمة في المدينة. في حين سجلت الكثافة السكانية 1,254.9 نسمة لكل كيلومتر مربع (3,250.2/ميل2). وبلغ عدد الوحدات السكنية 17,369 وحدة بمتوسط كثافة قدره 528.7 لكل كيلومتر مربع (1,369.3/ميل2).
وتوزع التركيب العرقي للمدينة بنسبة 85.38% من البيض و1.14% من الأمريكيين الأفارقة و0.61% من الأمريكيين الأصليين و5.57% من الأمريكيين ذوي الأصول الآسيوية و0.53% من سكان جزر المحيط الهادئ و3.76% من الأعراق الأخرى و3% من عرقين مختلطين أو أكثر و8.94% من الهسبانيون أو اللاتينيون من أي عرق.
بلغ عدد الأسر 16,507 أسرة كانت نسبة 35.4% منها لديها أطفال تحت سن الثامنة عشر تعيش معهم، وبلغت نسبة الأزواج القاطنين مع بعضهم البعض 52% من أصل المجموع الكلي للأسر، ونسبة 9.2% من الأسر كان لديها معيلات من الإناث دون وجود شريك،  بينما كانت نسبة 3.8% من الأسر لديها معيلون من الذكور دون وجود شريكة وكانت نسبة 34.9% من غير العائلات. تألفت نسبة 26.7% من أصل جميع الأسر من عدة أفراد يعيشون في نفس المنزل ونسبة 7.8% كانت تتألف من شخص يعيش بمفرده يبلغ من العمر 65 عاماً أو أكثر. وبلغ متوسط حجم الأسرة المعيشية 2.48، أما متوسط حجم العائلات فبلغ 3.03.
بلغ العمر الوسطي للسكان 34.5 عاماً. وكانت نسبة 25.5% من القاطنين تحت سن الثامنة عشر، وكانت نسبة 8.9% بين الثامنة عشر والرابعة والعشرين عاماً، ونسبة 33.9% كانت واقعةً في الفئة العمرية ما بين الخامسة والعشرين والرابعة والأربعين عاماً، ونسبة 21.3% كانت ما بين الخامسة والأربعين والرابعة والستين، ونسبة 9.7% كانت ضمن فئة الخامسة والستين عاماً فما فوق. يوجد لكل 100 أنثى 96.1 ذكر، ويوجد لكل 100 أنثى في الثامنة عشر من عمرها فما فوق 93.0 ذكر.
بلغ متوسط دخل الأسرة في المدينة 51,581 دولارًا، أما متوسط دخل العائلة فبلغ 61,656 دولارًا. وكان متوسط دخل الذكور 44,597 دولارًا مقابل 31,351 دولارًا للإناث. وسجل دخل الفرد الخاص بالمدينة 25,110 دولارًا. وكانت نسبة 5% من العائلات ونسبة 6.6% من السكان تحت خط الفقر، وكان من هؤلاء نسبة 8.3% تحت سن الثامنة عشر ونسبة 3.6% في الخامسة والستين من العمر وما فوق.

### تعداد عام 2010
بلغ عدد سكان تيغارد 48,035 نسمة بحسب تعداد عام 2010، وبلغ عدد الأسر 19,157 أسرة وعدد العائلات 12,470 عائلة مقيمة في المدينة. في حين سجلت الكثافة السكانية 1,462.3 نسمة لكل كيلومتر مربع (3,787.3/ميل2). وبلغ عدد الوحدات السكنية 20,068 وحدة بمتوسط كثافة قدره 610.9 لكل كيلومتر مربع (1,582.2/ميل2).
وتوزع التركيب العرقي للمدينة بنسبة 79.64% من البيض و1.76% من الأمريكيين الأفارقة و0.68% من الأمريكيين الأصليين و7.19% من الأمريكيين ذوي الأصول الآسيوية و0.86% من سكان جزر المحيط الهادئ و5.90% من الأعراق الأخرى و3.97% من عرقين مختلطين أو أكثر و12.71% من الهسبانيون أو اللاتينيون من أي عرق.
بلغ عدد الأسر 19,157 أسرة كانت نسبة 33.3% منها لديها أطفال تحت سن الثامنة عشر تعيش معهم، وبلغت نسبة الأزواج القاطنين مع بعضهم البعض 50.4% من أصل المجموع الكلي للأسر، ونسبة 10% من الأسر كان لديها معيلات من الإناث دون وجود شريك،  بينما كانت نسبة 4.6% من الأسر لديها معيلون من الذكور دون وجود شريكة وكانت نسبة 34.9% من غير العائلات. تألفت نسبة 26.9% من أصل جميع الأسر من عدة أفراد يعيشون في نفس المنزل ونسبة 8.7% كانت تتألف من شخص يعيش بمفرده يبلغ من العمر 65 عاماً أو أكثر. وبلغ متوسط حجم الأسرة المعيشية 2.49، أما متوسط حجم العائلات فبلغ 3.04.
بلغ العمر الوسطي للسكان 37.4 عاماً. وكانت نسبة 24.1% من القاطنين تحت سن الثامنة عشر، وكانت نسبة 8% بين الثامنة عشر والرابعة والعشرين عاماً، ونسبة 29.2% كانت واقعةً في الفئة العمرية ما بين الخامسة والعشرين والرابعة والأربعين عاماً، ونسبة 27.4% كانت ما بين الخامسة والأربعين والرابعة والستين، ونسبة 11.3% كانت ضمن فئة الخامسة والستين عاماً فما فوق. وتوزع التركيب الجنسي للسكان بنسبة 49% ذكور و51% إناث.